# Ralf Schulenberg
Ralf Schulenberg (ur. 15 sierpnia 1949 w Erfurcie) – niemiecki piłkarz występujący na pozycji napastnika.

## Kariera klubowa
Schulenberg karierę rozpoczynał w 1967 roku zespole Rot-Weiß Erfurt. W 1969 roku przeszedł do BFC Dynamo. W latach 1972 oraz 1976 wywalczył z nim wicemistrzostwo NRD. W 1976 roku odszedł do Motoru Rudisleben, gdzie kilka lat później zakończył karierę.

## Kariera reprezentacyjna
W 1972 roku znalazł się w kadrze NRD na Letnie Igrzyska Olimpijskie, podczas których wywalczył z reprezentacją brązowy medal. W drużynie narodowej Schulenberg rozegrał trzy spotkania, wszystkie w 1972 roku.

## Źródła
- Ralf Schulenberg w bazie National Football Teams (ang.)